# 萊氏油鱨
萊氏油鱨為輻鰭魚綱鯰形目長鬚鯰科油鱨屬的其中一種，分布於南美洲巴西Das Velhas河流域，體長可達22.7公分，棲息在河底，生活習性不明。